# Tái Tuần
Tái Tuần (chữ Hán: 载洵; 20 tháng 5, 1885 - 1949), Ái Tân Giác La, là con trai thứ 6 của Thuần Hiền Thân vương Dịch Hoàn và là em trai của Thanh Đức Tông Quang Tự Đế.

## Cuộc đời
Tái Tuần sinh vào giờ Dần, ngày 3 tháng 5 (âm lịch), năm Quang Tự thứ 11 (1885). Ông là con của Thuần Hiền Thân vương Dịch Hoàn và Trắc Phúc tấn Lưu Giai thị. Ông được nhận nuôi bởi Dịch Chí (奕誌), con trai của Thụy Hoài Thân vương Miên Hân.
Ông được phong Bất nhập bát phân Phụ quốc công (不入八分辅国公) vào tháng giêng năm Quang Tự thứ 13 (1887) và lần lượt được tấn phong làm Phụng ân Phụ quốc công và Trấn quốc công vào năm thứ 15 và 16. Đến năm 1894, ông được ban thưởng mang Tam nhãn Hoa linh. Năm thứ 26 (1900), con nuôi của Dịch Chí là Tái Y – vốn là con của Đôn Cần Thân vương Dịch Thông – bị phế tước Đoan Quận vương và bị đày đến Tân Cương để tham gia Khởi nghĩa Nghĩa Hòa Đoàn. Tháng 10 năm thứ 27 (1901), ông được hành tẩu tại Ngự tiền. Một năm sau, ông trở thành Tộc trưởng của Hữu dực Cận chi đệ tam tộc (右翼近支第三族). Tháng 6, ông phụng chỉ quá kế Thụy Mẫn Quận vương Dịch Chí, tập tước Bối lặc. Tháng 12, nhậm Tiền dẫn Đại thần (前引大臣). Năm thứ 34 (1908), ông nhậm Nội đại thần vào tháng 10 và được ban hàm Quận vương vào tháng 11.
Năm Tuyên Thống nguyên niên (1909), ông được giao làm "Hải quân Đại thần" (海軍大臣) bởi Khánh Thân vương Dịch Khuông. Sau đó ông được đưa sang châu Âu và Hoa Kỳ để nghiên cứu lực lượng hải quân của các cường quốc phương Tây. Năm Tuyên Thống thứ 3 (1911), sau khi quay về Trung Quốc, ông chính thức trở thành một vị tướng của hải quân nhà Thanh. Sau khi Cách mạng Tân Hợi lật đổ triều đại nhà Thanh, ông sống cả phần đời còn lại ở Bắc Kinh và Thiên Tân. Ông qua đời tại Thiên Tân năm 1949.

## Gia quyến

### Thê thiếp
- Đích thê: Tất Lộc thị (必祿氏), con gái của Thiện Toàn (善佺).
- Thiếp: Đới thị (戴氏), con gái của Đới Hiệu Đường (戴效唐).

### Hậu duệ
- Con trai: Phổ Quang (溥侊), lấy Hoàng Vịnh Nghê (黃詠霓), nghệ danh Tuyết Diễm Cầm (雪艷琴), con gái của Tăng Sùng (增崇), sau ly dị, có một con trai.
- 2 người con gái đầu mất sớm, người con gái thứ 3 tên Kim Nhị Thuyền (金蕊蟬), lấy Bạch Phụng Minh (白鳳鳴).